# Deuxième bataille des Alpes
Seconde Guerre mondiale
La deuxième bataille des Alpes, aussi appelée campagne des Alpes, désigne l'affrontement entre les troupes Alliées, principalement françaises, et la Wehrmacht dans les Alpes françaises puis italiennes entre septembre 1944 et le 2 mai 1945.

## Déroulement de la bataille
Après le débarquement en Provence mi-août 1944, les Alliés progressent rapidement vers le nord. Les Allemands vont alors se replier sur les crêtes et cols alpins à la frontière avec l'Italie, non sans quelques durs combats durant le mois de septembre. Le 5, Briançon qui avait été reprise par les Allemands est de nouveau libérée et mi-septembre, les Français ont progressé dans la vallée de la Maurienne jusqu'à Modane. Le  très rude hiver dans les Alpes va figer les positions avant une reprise des combats au printemps. Le général Doyen a pris le commandement du Détachement d'armée des Alpes, qui est rattaché au 6e groupe d'armées des États-Unis (général Jacob Devers), le 1er mars. Il lance le 22 avril, successivement, plusieurs offensives en Tarentaise, en Maurienne, sur l'Authion dans les Alpes-Maritimes, et enfin, en direction du col de Larche jusqu'au 26 avril. Mais les Alliés manquent alors d'artillerie et de moyens logistiques, empêchant des offensives simultanées sur tout le front alpin.
Les Allemands s'accrochent aux cols pour protéger le flanc Ouest des troupes allemandes de Kesselring qui se battent dans le nord de l'Italie. Mais à partir de fin avril, les troupes allemandes du sud des Alpes doivent se replier en Italie. Le 26, les Alpes-Maritimes sont entièrement libérées. Les Français passent les cols, franchissent la frontière et descendent dans le val d'Aoste et d'autres vallées italiennes. Ils avancent vers Turin mais ils sont stoppés sur ordre du commandement américain. Le 29 avril, les dernières positions allemandes dans les Alpes françaises, près du col du Petit-Saint-Bernard sont prises.
Le traité de Paris, en février 1947, entérinera plusieurs rectifications de la frontière au bénéfice de la France, dont plusieurs parmi celles proposées par le général Doyen.